# Herman de Fürstenberg-Heiligenberg
Herman de Furstenberg-Heiligenberg (en alemany Hermann Egon zu Fürstenfeld-Heiligenberg) va néixer a Heiligenberg (Alemanya) el 5 de novembre de 1627 i va morir a Múnic el 10 de setembre de 1674. Era un noble alemany fill del comte de Furstenberg-Heiligenberg Ernest Egon VIII (1588-1655) i d'Anna Maria de Hohenzollern-Hechingen (1603-1652).
Va ser comte de Fürstenberg-Heiligenberg del 1635 al 1664 i príncep de Fürstenberg-Heiligenberg del 1664 al 1674. Des de molt jove es va ocupar, conjuntament amb el seu germà Frederic Ferran, de les tasques del seu pare en el Tribunal de comptes de la Fürstenberg-Heiligenberg, compromès en la Guerra dels Trenta Anys al front de Baviera, com a cap de la Lliga Catòlica.
Amb la mort del seu pare, el 1652, es va unir al govern del seu germà, amb qui el 1664 obtindria de l'emperador  Leopold I el títol de Príncep del Sacre Imperi Romanogermànic.
Després de la mort de Herman, el 1674, el tro quedà íntegrament en mans del seu germà encara que associat també amb el fill de Herman, Antoni. I en morir Frederic Ferran es mantingué l'aliança de govern entre l'hereu Maximil·lià Josep i el fill de Herman.

## Matrimoni i fills
El 1655 es va casar amb la comtessa Francesca de Fürstenberg-Stühlingen (1638-1680), filla de Frederic Rudolf de Furstenberg (1602-1655) i d'Anna Magdalena de Hanau-Lichtenberg (1600-1673). D'aquest matrimoni en nasqueren: 
- Antoni (1654-1716), casat amb Maria de Ligny
- Feice (1657-1686).
- Manel Francesc (1663-1688), casat amb Caterina Carlota de Wallenrodt.
- Ferran Maximil·lià (1661-1696)
- Joan (1667)
- Anna Adelaida (1659-1701), casada amb el príncep Eugeni Alexandre de Thurn i Taxis (1652-1714)